# Benito Novello
Benito Novello (Sandrigo, 22 aprile 1937) è un ex calciatore italiano, di ruolo centrocampista.

## Caratteristiche tecniche
Giocava come mezzala.

## Carriera
Dopo aver giocato dalla stagione 1954-1955 alla stagione 1957-1958 con i dilettanti dell'Azzurra Sandrigo (club della sua cittadina natale), nella stagione 1958-1959 esordisce tra i professionisti con la maglia del Marzotto Valdagno, club di Serie B, con cui nella sua prima annata totalizza 17 presenze e 3 reti nel campionato cadetto ed una doppietta nella sua unica presenza stagionale in Coppa Italia; nella stagione 1959-1960 continua ad essere impiegato con buona regolarità: totalizza infatti 18 presenze e 5 reti in campionato ed una presenza in Coppa Italia. Trascorre infine un'ulteriore stagione nel club, la 1960-1961, nella quale realizza una rete in 12 presenze nel campionato cadetto, che i veneti concludono all'ultimo posto in classifica. A fine stagione Novello viene ceduto al Forlì, club di Serie C, con cui disputa un'unica stagione (la 1961-1962), in cui totalizza 15 presenze e che è anche la sua ultima in carriera tra i professionisti.

## Statistiche

### Presenze e reti nei club
| Stagione        | Squadra           | Campionato      | Campionato | Campionato | Coppe nazionali | Coppe nazionali | Coppe nazionali | Coppe continentali | Coppe continentali | Coppe continentali | Altre coppe | Altre coppe | Altre coppe | Totale | Totale |
| Stagione        | Squadra           | Comp            | Pres       | Reti       | Comp            | Pres            | Reti            | Comp               | Pres               | Reti               | Comp        | Pres        | Reti        | Pres   | Reti   |
| --------------- | ----------------- | --------------- | ---------- | ---------- | --------------- | --------------- | --------------- | ------------------ | ------------------ | ------------------ | ----------- | ----------- | ----------- | ------ | ------ |
| 1958-1959       | Marzotto Valdagno | B               | 17         | 3          | CI              | 1               | 2               | -                  | -                  | -                  | -           | -           | -           | 18     | 5      |
| 1959-1960       | Marzotto Valdagno | B               | 18         | 5          | CI              | 1               | 0               | -                  | -                  | -                  | -           | -           | -           | 39     | 6      |
| 1960-1961       | Marzotto Valdagno | B               | 12         | 1          | CI              | 0               | 0               | -                  | -                  | -                  | -           | -           | -           | 12     | 1      |
| Totale Marzotto | Totale Marzotto   | Totale Marzotto | 47         | 9          |                 | 2               | 2               |                    | -                  | -                  |             | -           | -           | 49     | 11     |
| 1961-1962       | Forlì             | C               | 15         | 0          | -               | -               | -               | -                  | -                  | -                  | -           | -           | -           | 15     | 0      |
| Totale carriera | Totale carriera   | Totale carriera | 64         | 9          |                 | 2               | 2               |                    | -                  | -                  |             | -           | -           | 66     | 11     |